# کوروش‌تارچا
کوروش‌تارچا (به مجاری:  Köröstarcsa) یک منطقهٔ مسکونی در مجارستان است که در ناحیه بکش واقع شده‌است. کوروش‌تارچا ۶۲٫۸۰ کیلومتر مربع مساحت و ۲٬۵۵۷ نفر جمعیت دارد.